# Rouslan Samitov
Rouslan Samitov (en russe : Руслан Самитов), né le 11 février 1991, est un bobeur et athlète russe, spécialiste du triple saut. 

## Biographie
Il remporte la médaille d'argent du triple saut lors des Championnats d'Europe en salle 2013, à Göteborg, en établissant un nouveau record personnel avec 17,30 m.
Il participe à l'épreuve à quatre de bobsleigh aux Jeux olympiques de 2018.

## Palmarès

### Athlétisme
| Date | Compétition                    | Lieu     | Résultat | Performance |
| ---- | ------------------------------ | -------- | -------- | ----------- |
| 2013 | Championnats d'Europe en salle | Göteborg | 2e       | 17,30 m     |

#### Records
| Épreuve     | Épreuve   | Performance | Lieu     | Date        |
| ----------- | --------- | ----------- | -------- | ----------- |
| Triple saut | Plein air | 17,25 m     | Penza    | 7 juin 2012 |
| Triple saut | Salle     | 17,30 m     | Göteborg | 2 mars 2013 |

### Bobsleigh

#### Coupe du monde de bobsleigh
- 1 podium : 
  - en bob à 4 : 1 troisième place.